# Stephanopoides
Stephanopoides es un género de arañas cangrejo de la familia Thomisidae. Fue descrito por el alemán Eugen von Keyserling en 1880.
Aparece registrado en una sección de la publicación Die Spinnen Amerikas. Laterigradae. Bauer & Raspe, Nürnberg, 283 pp., pl. 1-8 de 1880.

## Especies
- Stephanopoides brasiliana Keyserling, 1880
- Stephanopoides cognata O. Pickard-Cambridge, 1892
- Stephanopoides sexmaculata Mello-Leitão, 1929
- Stephanopoides simoni Keyserling, 1880